# Bogdan il Cieco
Bogdan il Cieco (Huși, 1471 – Huși, 20 aprile 1517) fu voivoda (principe) di Moldavia dal 2 luglio 1504 al 20 aprile 1517. Figlio di Stefano il Grande e di Maria Voichiţa, fu l'unico erede legittimo che sopravvisse al genitore. Venne sepolto nel Monastero di Putna come suo padre.

## Biografia
Bogdan il Cieco ("Bogdan III cel Orb") successe al padre alla morte di questi (1504). Corteggiò ripetutamente Elisabetta Jagellona, sorella di Alessandro Jagellone di Polonia, ma ne ottenne la mano solo nel 1506, dopo i primordi di un conflitto tra Moldavia e Polonia e la promessa di garantire libertà religiosa alla Chiesa cattolica romana. Morto Alessandro, Bogdan entrò però rapidamente in conflitto con il nuovo sovrano polacco, Sigismondo I di Polonia, che lo sconfisse pesantemente sulle rive del Nistro nell'ottobre del 1509; il conflitto venne chiuso da un trattato il 17 gennaio successivo.
A partire dal 1510, per un biennio il regno di Bogdan venne assalito dai Tartari, fino a che il voivoda non riuscì a sconfiggerli nel maggio del 1512, anche grazie a rinforzi polacchi. Il costante spauracchio di una nuova massiccia invasione tartara spinse però Bogdan a cercare la protezione del sultano dell'Impero ottomano, Selim I. Bogdan si impegnò a comandare una forza di 4 000 uomini agli ordini del sultano in caso di guerra e accettò di pagare annualmente alla Sublime Porta un tributo di 4 000 monete d'oro, 40 cavalli e 40 falconi; in cambio, il voivoda, pur sottomesso ai turchi, mantenne una certa autonomia politica.
Bogdan aveva perso un occhio durante una delle numerose battaglie combattute, probabilmente nella Battaglia della Foresta di Cosmin. Il voivoda ebbe tre mogli: Stana, Nastasia e Ruxandra; quest'ultima era figlia del voivoda di Valacchia Mihnea il Malvagio.